# Mushayrifa Shamaliya
Mushayrifa Shamaliya (tiếng Ả Rập: مشيرفة شمالية) là một ngôi làng Syria nằm ở Al-Tamanah Nahiyah ở huyện Maarrat al-Nu'man, Idlib. Theo Cục Thống kê Trung ương Syria (CBS), Mushayrifa Shamaliya có dân số 640 trong cuộc điều tra dân số năm 2004.